# Charles de Coux
Pour les articles homonymes, voir Coux.
Charles de Coux né le 25 mars 1787 à Lubersac (Corrèze) et décédé le 16 janvier 1864 à Guérande, Loire-Atlantique, est un économiste français engagé pour le droit de grève, le suffrage des ouvriers, et la liberté syndicale.

## Biographie

### Enfance
Les parents de Charles de Coux ayant migré vers l'Angleterre, il est élevé Outre-Manche, puis il a ensuite vécu à la Nouvelle Orléans et au Brésil.

### Prises de position en faveur des ouvriers
Il revient à Paris en 1823. Élevé dans un milieu protestant, il se rallie au catholicisme après son retour en France. À cette période, il fait la connaissance de Félicité Lamennais et rejoint le travail des membres de l'école menaisienne, partisans d'une tradition de liberté issue des idées de 1789. Certains y voient un événement irréversible, d'autres les jugent porteuses de valeurs, mais tous refusent l'autorité sans partage, l'absolutisme, le nationalisme antiparlementaire. Il milite au sein du Christianisme social dans le courant libéral qui s'oppose alors à la tendance légitimiste.
Charles de Coux, rédacteur à L’Avenir en 1830, dénonce dans ses articles les conséquences du système industriel qui serait une cause de la misère ouvrière. Il est favorable à la liberté syndicale, au droit de suffrage des ouvriers. C'est également lors de ce travail qu'il côtoie, entre autres, Frédéric Ozanam. Dans les articles qu'il publie pour le journal l'Avenir, il élabore une critique de ce qu'il appelle les « barons de l’industrialisme » et du « système industriel ». Sa critique questionne avant tout l’économie bourgeoise, le capitalisme. 
En 1831, Charles de Coux fonde avec Henri Lacordaire et Charles de Montalembert une première école libre au 3bis de la rue des Beaux-Arts à Paris, malgré le monopole d’État qui existait alors. Ils fondent cette école sans autorisation,. L'école est aussitôt fermée et les trois protagonistes sont condamnées à une amende.

### Du christianisme social à l'économie sociale
Charles de Coux publie l'ouvrage Essais d'économie politique en 1832, contemporain du livre d'Alban de Villeneuve-Bargemont intitulé Économie politique chrétienne (1834). Ces ouvrages, sont les derniers ouvrages théoriques à tenter une conciliation entre les valeurs chrétiennes et les théories économiques. Si ces ouvrages servent avant tout de référence critique, plus que de référence théorique, ils fondent cependant ce qu'on appellera par la suite l'économie charitable. De même, il adhère à la société d’économie charitable en 1847 aux côtés de Alfred de Falloux, Alexis de Tocqueville et James de Rothschild.
Il rédige un cours d'économie sociale qui sera publiée, en 1836, dans la revue L’Université catholique dirigée par Philippe Gerbet. Il développe une pensée catholique sociale, en prônant la primauté du social sur l’économie. Dans ce cours, il précise que l'économie sociale fait référence aux conditions primitives de la sociabilité humaine, et repose sur les connaissances de la société en tant que structure humaine. Cette pensée se décale ainsi de l'économie politique, en posant les problèmes économiques dans une dimension morale.

### Vie de famille
En 1834, Charles de Coux épouse Marie-Louise Grandin de Mansigny (veuve Blount). Elle est originaire de Guérande, où se déroule le mariage.

### Professeur d'économie à l'université catholique de Louvain
En 1834, après avoir fait sa soumission publique aux deux encycliques (Mirari vos et Singulari Nos), il est appelé à l'Université catholique de Malines pour y occuper le premier la chaire d'économie politique dans cette université de Belgique en cours de création. Spécialiste et d'économie politique, sociale et chrétienne, il fait partie des fondateurs de l'université lorsque l'Université déménage à Louvain et prit le nom d'Université catholique de Louvain. Il y enseigne durant onze ans comme professeur d'économie politique.
En tant que professeur d’économie sociale, il défend la reconnaissance du syndicalisme ouvrier et l’augmentation des salaires ouvriers afin de participer à l’essor de la consommation.

### Retour en France
Au milieu de l'été 1845, Charles de Coux quitte la Belgique et revient en France pour vivre à Guérande, d'où est originaire son épouse. Il devient rédacteur en chef de L'Univers mais démissionne au lendemain de la révolution de 1848. Il participe à la rédaction du journal démocrate chrétien l’Ère nouvelle fondé en 1848.
Avant Karl Marx, Charles de Coux dénonce le phénomène de plus-value, alors que Charles de Montalembert milite pour le repos hebdomadaire et intervient pour la limitation du travail des enfants.

### Mort
Il meurt à Guérande le 16 janvier 1864.

## Publications
- Essais d'économie politique, Paris, Bureaux de l'agence générale pour la défense de la liberté religieuse, 1832 (BNF 30283462, résumé).
- « Cours d'économie sociale », L'Université catholique,‎ 1836, p. 90-97 (lire en ligne).